# 梅川
梅川位於臺中盆地，屬於烏溪水系，為柳川的支流。主流（最長河道）上游為葫蘆墩圳系統的三分埔分線圳道，為柳川上游「北屯支線」的分流。源頭（即分流點）位於臺中市潭子區頭家里（頭家厝）。
三分埔分線自該處分流後，向西南穿越頭家厝聚落，轉向南進入北屯區境後，再轉向西南流經松竹北路、梅川北街，穿越松竹北一街後，因河道加蓋而成暗渠。隨後在梅川東路五段轉向南流，至崇德六路口南側附近分流成為梅川與舊土庫溪。。梅川於分流後轉向南南西流，至梅川東、西路四段恢復為明渠。續沿梅川東、西路流至三段過太原路後，河道加蓋而成暗渠，至梅川東、西路一段與自立街交會前恢復為明渠。續前流至過英才路時，上面水道作為親水公園，原水流被導入地下。後又轉向南 穿越五權西路一段，再因河道加蓋而成暗渠。隨後沿五權西一街、二街流，至柳川西路二段恢復為明渠同時注入柳川。
梅川原名「後壠仔圳」，為台中市中心四河川之一，與綠川、柳川、麻園頭溪並列其名。後壠仔圳因流經當地地名「後壠仔」而故名。後壠仔指現今台中市原子街、五權路以西，日進街、西屯路一段以南，經國大道以西，南屯路以北之地區。後壠仔之名全賜於梅川、柳川、土庫溪三川並流南行而成地形起伏，自中正路路口郵局向南延伸至土庫溪，宛如一條龍。

## 水系主要河川
- 梅川：台中市[5]、潭子區
  - 三分埔分線：台中市[5]、潭子區